# Койре, Александр
Алекса́ндр Койре́ (первоначально — Александр Вольфович Койра, фр. Alexandre Koyré; 29 августа 1892, Таганрог, Российская империя — 28 апреля 1964, Париж, Франция) — французский философ российского происхождения, историк науки и философии. Считается «одним из величайших историков научной мысли двадцатого века».

## Биография
Александр Вольфович Койре (Койра) родился в 1892 году в Таганроге в еврейской купеческой семье из Одессы. В 1884 году его отец, Вольф Меерович (Владимир Маркович) Койра (1855—1908), перебрался из Одессы в Ростов-на-Дону, где открыл собственное дело. Уже в начале 1900-х годов Вольф Койре возглавил Российское общество колониальной торговли в Ростове, занимавшееся импортом чайной, бакалейной и москательной продукции, с филиалами в Одессе, Нижнем Новгороде, Санкт-Петербурге и других городах. В Таганроге мать философа Катерина Давидовна Левина (1860—1940, также родом из Одессы) гостила у сестры и вскоре после родов она вместе с новорождённым сыном вернулась в Ростов. В семье Койре было четверо детей — сыновья Михаил (Michel Koyre, 1887—1962) и Георгий (Georges Koyre, 1899—1944), дочь Джульетта (Juliette Koyre, в замужестве Булатович; 1906—1990).
Среднее образование Александр Койре получил в гимназиях Тифлиса и Ростова-на-Дону. В ноябре 1907 года был арестован в Ростове в помещении типографии по подозрению в участии в деятельности местного отделения партии социалистов-революционеров; освобождён под залог через три недели. Проходил по 1 части 126 статьи Уголовного уложения и находился под наружным наблюдением полиции. По этому же делу вместе с Койре проходил будущий социолог Георгий Гурвич, а также будущий поэт Оскар Лещинский. 23 апреля 1908 года он был повторно арестован и выслан за пределы Ростовского Градоначальства. Вместе с матерью, Екатериной Левиной, поселился у родственников в Одессе. 8 мая 1909 года дело Койре было рассмотрено выездной сессией Одесского военного суда в Новочеркасске, с вынесением оправдательного заключения «по недоказанности обвинения». Во всех судебных документах 1908 года будущий философ фигурирует под именем «Александр Вольфович Койра», на фамилию Койра заведена личная карточка в каталоге Департамента полиции, в запросе из канцелярии Херсонского Губернатора о политической благонадёжности студента Парижского университета Александра Вольфовича Койра (1913) также фигурирует такая запись фамилии.
В 1909 переехал в Гёттинген, где в течение трёх лет, в частности, слушал курс по философии основателя феноменологии Гуссерля и лекции Гильберта по математике. Для завершения образования переехал в Париж, где его застало начало Первой мировой войны. Волонтёром вступил в ряды Иностранного легиона, потом перешёл в русский полк и вплоть до осени 1917 года сражался на юго-западном фронте России.
В 1918 году вернулся в Париж, где у него уже сложились прочные связи в академической среде. С 1924 года Койре читает курс лекций в Практической школе высших исследований, сначала в качестве доцента, а позже «директора исследований». Докторская диссертация посвящена исследованию творчества немецкого философа-мистика Бёме (1929). Активно участвует в международной научной жизни, много публикуется, часто выступает в Париже и вне его как с отдельными лекциями, так и с целыми курсами. В частности, с 1934 по 1940 год несколько раз посещает Каирский университет в качестве приглашённого профессора.
Начало Второй мировой войны застало Койре в Каире. В 1940 году ненадолго возвращается в Париж, после чего с женой почти сразу выезжает в Каир, где во время визита де Голля получает важную дипломатическую миссию, для выполнения которой уезжает в США. Миссия была выполнена успешно, и в 1942 году в Лондоне Койре вновь встречается с де Голлем. Вместе с тем, за время пребывания в США активно включился в научную жизнь Америки, работая в Свободной школе высших исследований, организованной эмигрантами из Франции и Бельгии, а также в американской Новой школе социальных исследований, а также постоянно выступая с многочисленными докладами по истории философии и науки в различных учебных заведениях страны.
По окончании Второй мировой войны продолжил работу в парижской Практической школе высших исследований, а затем возглавил французский Центр исследований по истории науки и техники. В 1956 году одновременно получил назначение в Институте высших исследований в Принстоне и с тех пор поочерёдно проводил по шесть месяцев в Париже и в Принстоне, где был освобождён от выполнения каких-либо административных функций. В том же 1956 году занимает пост непременного секретаря Международной академии истории науки. В 1961 году из-за болезни оставил этот пост, а в 1962 году прекратил поездки в Принстон.
Скончался в 1964 году. В память о Койре его именем названа медаль «За выдающиеся научные работы по истории науки», ежегодно вручаемая Международной академией истории науки.

## Основные труды
Первые серьёзные работы посвящены истории философской и религиозной мысли. Первое его самостоятельное исследование было посвящено идее Бога у св. Ансельма, но опубликовано оно было лишь в 1923 году, год спустя после публикации его дипломной работы об идее Бога у Декарта. В этом тексте Койре пытается показать зависимость французского философа от средневековой схоластики, и тем самым разрушить традиционный образ Декарта. В 1920-е годы Койре продолжает заниматься историей философской мысли, изучает истоки немецкой метафизики, пишет серию работ, посвященных русским философам И.Киреевскому, Герцену, Чаадаеву, а также истории распространения идей Гегеля в России.
В начале 1930-х круг интересов Койре перемещается в область исследования истории науки. Особое внимание он уделяет исследованию истории развития научных и философских концепций Нового времени, взаимосвязи науки и философии, в частности, его перу принадлежат многочисленные статьи по истории теоретической механики и космологии.
Широкую известность получила книга Койре «От замкнутого мира к бесконечной вселенной» («From the closed world to the infinite universe»), вышедшая в 1957 году в США, посвящённая истории развития космологии в XVI—XVII веках, а также примечательна обширная монография «Революция в астрономии: Коперник, Кеплер, Борелли» («La Revolution astronomique: Copernic, Kepler, Borelli»), вышедшая во Франции в 1961 году.

## Семья
- Жена — Дора Наумовна Койре (урождённая Рейберман, 1889—?)[9].
- Сестра — Жюльет Койре, была замужем за Ростиславом Фёдоровичем Булатовичем (1906, Одесса — 1945, Париж), членом-основателем и секретарём масонской ложи «Гамаюн», секретарём лож «Друзья любомудрия», «Лотос», «Северное сияние»[10]. Её второй муж Максимилиан Зунделевич (Maximilien Sundeliowitz, 1903—1943) был депортирован из Парижа и погиб в концлагере[11].
- Дядя — Юдко Меерович (Юлий Маркович) Койре (1872—1900), присяжный поверенный в Одессе, выпускник юридического факультета Новороссийского университета.[12] Тётя — Мария Марковна Рейберман (урождённая Койре), была замужем за финансистом, занятым в зерноторговле купцом, членом Одесского биржевого комитета Нахманом Гершевичем (Наумом Григорьевичем) Рейберманом (?—1923); на их дочери Доре (своей двоюродной сестре) был женат Александр Койре, на их дочери Фредерике — его старший брат Мишель Койре[13].

## Публикации на русском языке
- Койре А. Рецензия: H. Bergson, Le Temps et la duree, 2e ed., Paris, 1922 // Версты. 1926. № 1. С. 234-37.
- Койре А. Трагедия разума (философия Э. Мейерсона) // Звено. 11.07.1926. № 180. C. 2-4, 11-12.
- Койре А. Рецензия: É. Meyerson La déduction rélativiste. P., 1925 // Версты. 1927. № 2. C. 269-74.
- Койре А. Очерки истории философской мысли: О влиянии философских концепций на развитие научных теорий / пер. с фр. Я. А. Ляткера, общ. ред., авт. предисл. А. П. Юшкевич, авт. послесл. В. С. Черняк. — М. : Прогресс, 1985. 286 с.
- Койре А. Направление исследований и проекты обучения, представленные Александром Койре собранию профессоров Коллеж де Франс // Вопросы истории естествознания и техники. 1992. No 4.
- Койре А. Мистики, спиритуалисты, алхимики Германии XVI века. — Долгопрудный: Аллегро-Пресс, 1994.
- Койре А. Философы и машина // Вестник РХД. 1995. № 172 (III).
- Койре А. Философская эволюция Мартина Хайдеггера / пер. О. Назаровой и А. Козырева // Логос. 1999. № 10. С. 113—136.
- Койре А. От замкнутого мира к бесконечной вселенной. — М.: Логос, 2001.
- Койре А. Очерки истории философской мысли. О влиянии философских концепций на развитие научных теорий / пер. с фр. Я. Ляткера. 2-е изд. — М.: Едиториал УРСС, 2003.
- Койре А. Философия и национальная проблема в России начала XIX века / пер. с фр. А. М. Руткевича. — М.: Модест Колеров, 2003.
- Койре А. Размышления о лжи / пер. с фр. С. С. Шолоховой под ред. А. В. Ямпольской // Ежегодник феноменологической философии. — М.: РГГУ, 2013.
- Койре А. Этюды о Галилее / пер. с фр. Н. Кочинян. — М.: Новое литературное обозрение, 2022.